# 切紙機
切紙機是一种常见于办公室、教室和纸加工行业的工具，用来裁切大量纸张。切紙機早在19世纪30年代末就已出现。自19世纪中期以来，切紙機已作出不少改進。

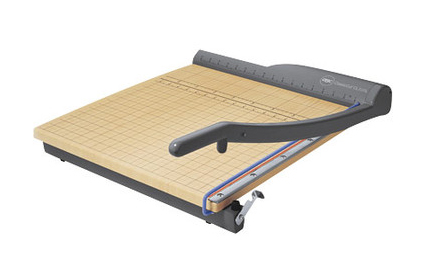
一个採用鍘刀設計的切纸机

## 安全性
大多数现代切纸机都配备了护指装置，以防止使用者在使用设备时意外割伤或切断手指。然而，如果设备未被恰当地使用或未受到充分关注，仍然可能发生伤害。

## 工业切纸机
在现代造纸工业中，大型机器被用来切割大量的纸张、纸板或类似材料。商用版本是电动和自动化的，并且包括夹紧装置，以防止在切割过程中材料发生移动。因应纸加工流程的复杂需要，工业切纸机有不少细分种类。比如将大型卷筒纸切短、方便后续储存加工的圆锯/带锯切纸机（锯纸机），有将卷筒纸直接切割为平张纸的断头台切纸机，还有专门给卷筒纸切除多余部分的修边机。乙烯基切纸机还可以从纸张、卡片、乙烯基或薄塑料片上切割出形状或模板。这些切割机需要矢量文件和切割软件来管理切割机。使用小刀片，机器可以从材料上切割出形状。